# سیارک ۵۵۸۱۰
سیارک ۵۵۸۱۰ (به انگلیسی: 55810 Fabiofazio، نامگذاری:1994TC) پنجاه و پنج هزار و هشتصد و دهمین سیارک کشف شده‌است که در ۴ اکتبر ۱۹۹۴ کشف شد.